# Ый (приток Тыма)
Ый (южноселькупск. Ы́я) — река в России, протекает по Каргасокскому району Томской области. Устье реки находится в 354 км по правому берегу реки Тым. Длина реки составляет 19 км.

## Данные водного реестра
По данным государственного водного реестра России относится к Верхнеобскому бассейновому округу, водохозяйственный участок реки — Обь от впадения реки Васюган до впадения реки Вах, речной подбассейн реки — Васюган. Речной бассейн реки — (Верхняя) Обь до впадения Иртыша.